# Плодове (Бахчисарайський район)
Плодо́ве (до 1945 року — Азє́к, крим. Azek) — село в Україні, у Бахчисарайському районі Автономної Республіки Крим, центр Плодівської сільської ради. Розташоване на півночі району.
Відстань від райцентру до населеного пункта становить 14 кілометрів по прямій.

## Демографія
- 1805 рік — 112 чол. (всі кримські татари)
- 1864 рік — 103 чол.
- 1887 рік — 219 чол
- 1915 рік — 274 чол.
- 1926 рік — 414 чол. (354 кримських татарина, 47 росіян, 7 естонців)
- 1939 рік — 477 чол.
- 1989 рік — 1404 чол.
- 2001 рік — 1316 чол.